# Willenbrock (Film)
Willenbrock ist ein 2005 uraufgeführter Film von Andreas Dresen. Er basiert auf dem gleichnamigen Roman von Christoph Hein aus dem Jahr 2000. Die Hauptrollen spielen Axel Prahl, Inka Friedrich, Anne Ratte-Polle und Dagmar Manzel.

## Handlung
Bernd Willenbrock (im Film gespielt von Axel Prahl) ist ein Gebrauchtwagenhändler in Magdeburg. Er hat es zu etwas gebracht und hält sein Leben für perfekt: Ehefrau, zwei Geliebte, Haus, Wochenendhaus, Nobelkarosse, viel Sex und ausreichend Geld. Doch durch einen brutalen Überfall wird er unerwartet aus seinen Gewohnheiten gerissen. Verzweifelt versucht er, die Kontrolle über sein Leben wiederzuerlangen.

## Premiere
Der Film erlebte seine Uraufführung auf der Berlinale 2005 in der Sektion Panorama und hatte seinen deutschen Kinostart am 17. März 2005.

## Kritik
„Das Drama eines (ost-)deutschen Schicksals überzeugt durch seine lebensnahen Figuren ebenso wie durch den sozialen Realismus seiner Geschichte.“

## Auszeichnungen
- Femina Film Award auf der Berlinale 2005 für die Kostümbildnerin Sabine Greuning
- German Camera Award 2005 für Michael Hammon
- Internationaler Literaturfilmpreis 2005